# 안드레아 델 카스타뇨
안드레아 델 카스타뇨(이탈리아어: Andrea del Castagno, 1423년 ~ 1457년 8월 19일)는 이탈리아의 화가이다. 안드레아 디 바르톨로 디 바릴라(이탈리아어: Andrea di Bartolo di Bargilla) 라고도 한다. 초기 르네상스 시대에 활약한 피렌체 파의 화가이다. 인물상에 있어서 조각적인 양감을 표현하고, 극적 긴박감이 넘치는 표정이나 생동감에 의한 생명력의 표현으로 독자적인 양식을 완성하였다. 작품으로 〈최후의 만찬〉, 〈아홉 물상〉 등의 벽화가 있다.

## 주요 작품

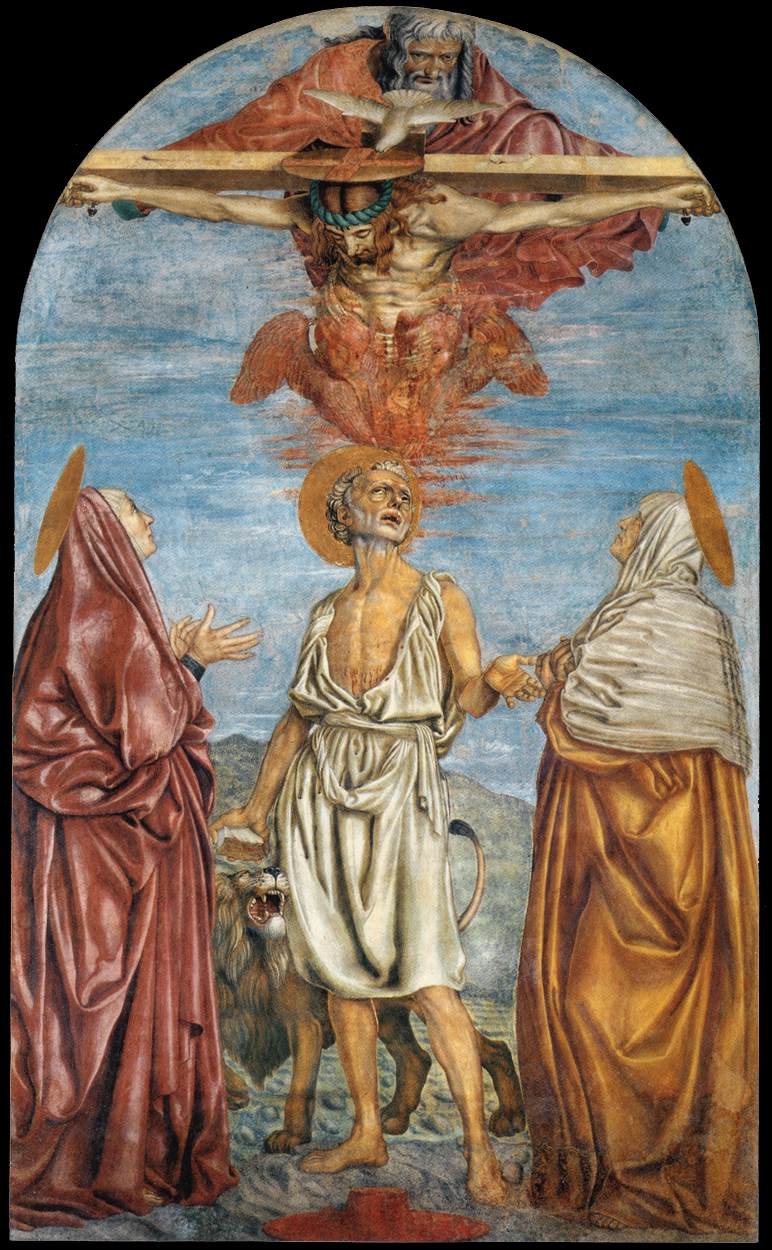
The Holy Trinity, St Jerome, and Two Saints
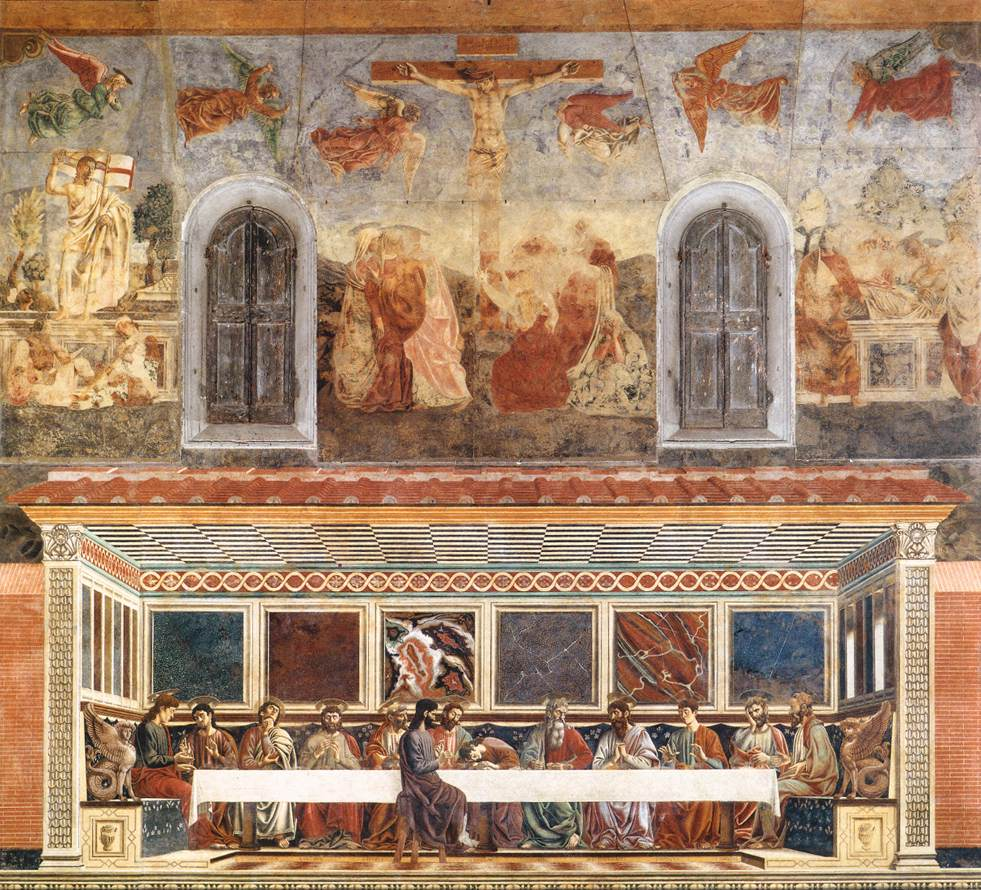
Sant'Apollonia
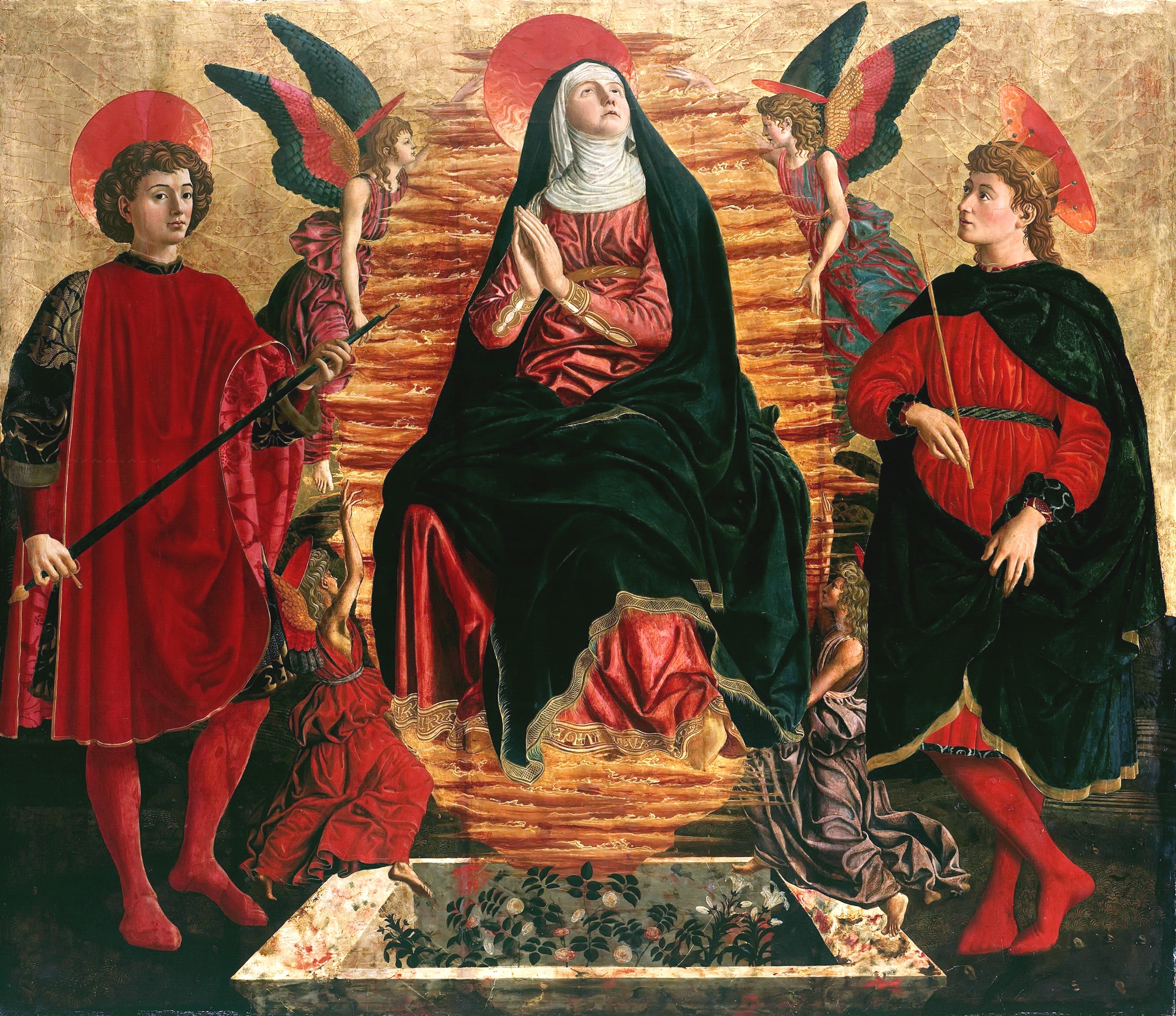
Assumption of the Virgin